# Joca Marques
Joca Marques este un oraș în Piauí (PI), Brazilia.